# Agios Athanasios (Agios Athanasios)
Agios Athanasios (griechisch Άγιος Αθανάσιος) ist eine Pfarrei und ein Stadtteil der gleichnamigen Stadt und Gemeinde Agios Athanasios im Bezirk Limassol auf Zypern.

## Lage und Umgebung

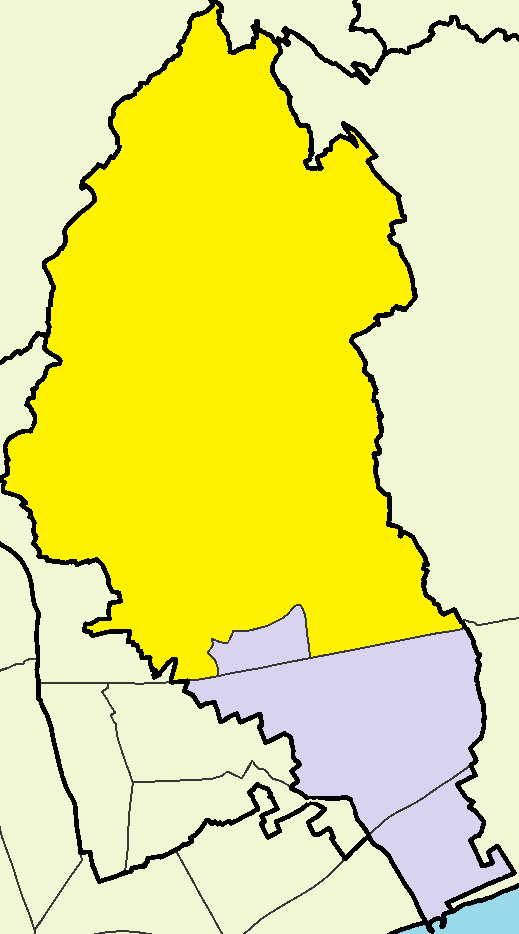
Lage in Agios Athanasios

Agios Athanasios ist der größte Stadtteil und bedeckt den gesamten Norden der Gemeinde. Im Süden grenzt er an die Stadtteile Agios Stylianos und Apostolos Loukas, im Osten an den Stadtteil Agia Paraskevi der Stadt Germasogia, im Nordosten an Mathikoloni, im Norden an Fasoula und im Westen an die Stadt Mesa Gitonia mit dem Stadtteil Panthea.

## Bevölkerung
Bei der letzten Bevölkerungszählung im Jahr 2011 wurden 8.886 Einwohner in dem Stadtteil Agios Athanasios gezählt und in der Gemeinde Agios Athanasios insgesamt 14.347. 2001 hatte der Stadtteil 5.083 Einwohner.